# Manyeobogam
Manyeobogam (마녀보감?, lett. "Il manuale della strega"; titolo internazionale Secret Healer, conosciuto anche come Mirror of the Witch) è una serie televisiva sudcoreana trasmessa su JTBC dal 13 maggio al 16 luglio 2016. La storia è ispirata al Dong-ui bogam compilato dal medico Heo Jun alla fine del XVI secolo.
Un webtoon in 40 capitoli che fa da prequel alla storia è stato disegnato da Park Se-rim e pubblicato su Kakao Page dal 15 aprile al 23 dicembre 2016.

## Trama
La regina Shim, moglie di re Myeongjong, non riesce ad avere figli a causa della sua sterilità, e si rivolge perciò alla sciamana Hong-joo per partorire un principe. Questa fa sì che la giovane sciamana Hae-ran resti incinta del sovrano, per poi trasferire il feto nel grembo della regina con la magia nera. Hae-ran però lo scopre e, prima di morire, maledice il bambino, decretando che tutti coloro che amerà moriranno, e che la stessa fine toccherà a quelli che lo ameranno. In seguito la regina partorisce due gemelli, il principe ereditario Sunhoe ed una bambina, sulla quale viene trasferita la maledizione prima di arderla con le fiamme sacre. L'officiante taoista Choi Hyun-seo, però, salva la neonata, la battezza Yeon-hee e la fa crescere in una casa isolata nel bosco, circondata da talismani. Al compimento del diciassettesimo compleanno, tuttavia, la maledizione si attiva e Yeon-hee comincia ad adoperarsi per scioglierla e sconfiggere Hong-joo, aiutata dal giovane studioso Heo Jun.

## Personaggi
- Heo Jun, interpretato da Yoon Shi-yoon e Kim Kap-soo (da adulto)
- Yeon-hee/Seo-ri, interpretata da Kim Sae-ron
- Choi Hyun-seo, interpretato da Lee Sung-jae
- Hong-joo, interpretata da Yum Jung-ah
- Choi Poong-yeon, interpretato da Kwak Si-yang
- Regina Shim, interpretata da Jang Hee-jin
Madre di Yeon-hee.
- Re Seonjo, interpretato da Lee Ji-hoon
- Regina Park, interpretata da Kang Han-na
Moglie di Seonjo.
- Principe ereditario Sunhoe, interpretato da Yeo Hoe-hyun
Fratello gemello di Yeon-hee.
- Regina madre Yoon, interpretata da Kim Young-ae
- Re Myeongjong, interpretato da Lee David
Padre di Yeon-hee.
- Yo-kwang, interpretato da Lee Yi-kyung
- Heo Ok, interpretato da Jo Dal-hwan
Fratellastro di Jun.
- Sol-gae, interpretata da Moon Ga-young
- Soon-deuk, interpretata da Min Do-hee
- Dong-rae, interpretato da Choi Sung-won
- So-yaeng, interpretata da Hwang Mi-young
- Moo-mae, interpretata da Kim Chae-eun
- Una gisaeng, interpretata da Song Jae-in
- Hwa-jin, interpretata da Jung Yoo-min
- Mi-hyang, interpretata da Kim So-hye
- Bat-soe, interpretato da Kim Jong-hoon
- Hae-ran, interpretata da Jung In-seon
- Signora Ok, interpretata da Yoon Bok-in
Madre di Poong-yeon.
- Signora Son, interpretata da Jeon Mi-seon
Matrigna di Jun, madre di Ok.
- Signora Kim, interpretata da Kim Hee-jung
- Jong Sa-gwan, interpretato da Shim Hoon-gi
- Discepolo di Heo Jun, interpretato da Nam Da-reum

## Ascolti
| Episodio | Data di trasmissione | Dati AGB            | Dati AGB                   | Dati TNMS |
| Episodio | Data di trasmissione | A livello nazionale | Area metropolitana di Seul | Dati TNMS |
| -------- | -------------------- | ------------------- | -------------------------- | --------- |
| 1        | 13 maggio 2016       | 2,606%              | 2,401%                     | 2,2%      |
| 2        | 14 maggio 2016       | 1,830%              | 2,063%                     | 1,9%      |
| 3        | 20 maggio 2016       | 2,422%              | 2,616%                     | 2,2%      |
| 4        | 21 maggio 2016       | 1,903%              | <2,106%                    | 1,7%      |
| 5        | 27 maggio 2016       | 2,545%              | 2,631%                     | 2,2%      |
| 6        | 28 maggio 2016       | 2,705%              | 3,225%                     | 2,0%      |
| 7        | 4 giugno 2016        | 2,986%              | 3,112%                     | 2,2%      |
| 8        | 4 giugno 2016        | 2,525%              | 2,683%                     | 2,2%      |
| 9        | 10 giugno 2016       | 2,380%              | 2,589%                     | 2,1%      |
| 10       | 11 giugno 2016       | 2,004%              | <2,276%                    | 1,7%      |
| 11       | 17 giugno 2016       | 2,260%              | 2,467%                     | 2,2%      |
| 12       | 18 giugno 2016       | 2,095%              | <2,634%                    | 1,7%      |
| 13       | 24 giugno 2016       | 2,797%              | 3,003%                     | 2,3%      |
| 14       | 25 giugno 2016       | 1,692%              | <2,143%                    | 1,6%      |
| 15       | 1 luglio 2016        | 2,742%              | 3,017%                     | 2,4%      |
| 16       | 2 luglio 2016        | 1,797%              | <2,058%                    | 1,6%      |
| 17       | 8 luglio 2016        | 2,322%              | 2,184%                     | 1,9%      |
| 18       | 9 luglio 2016        | 1,697%              | <2,218%                    | 1,6%      |
| 19       | 15 luglio 2016       | 2,709%              | 3,182%                     | 2,1%      |
| 20       | 16 luglio 2016       | 2,773%              | 2,944%                     | 1,9%      |
| Media    | Media                | 2,340%              | <2,578%                    | 1,985%    |

## Colonna sonora
1. Love (연) – Lush
2. You For Just One Day (단 하루만 너를) – Jeon Sang-geun
3. Distressed (달) – Lim Jeong-hee
4. Always (늘) – Way e Choa delle Crayon Pop

## Riconoscimenti
| Anno | Premio             | Categoria             | Ricevente   | Risultato       |
| ---- | ------------------ | --------------------- | ----------- | --------------- |
| 2016 | Korea Drama Awards | Miglior nuova attrice | Kim Sae-ron | Vincitore/trice |